# Hololena
Hololena är ett släkte av spindlar. Hololena ingår i familjen trattspindlar.

## Dottertaxa tillHololena, i alfabetisk ordning[1]
- Hololena adnexa
- Hololena aduma
- Hololena altura
- Hololena atypica
- Hololena barbarana
- Hololena curta
- Hololena dana
- Hololena frianta
- Hololena furcata
- Hololena hola
- Hololena hopi
- Hololena lassena
- Hololena madera
- Hololena mimoides
- Hololena monterea
- Hololena nedra
- Hololena nevada
- Hololena oola
- Hololena oquirrhensis
- Hololena pacifica
- Hololena parana
- Hololena pearcei
- Hololena rabana
- Hololena santana
- Hololena septata
- Hololena sidella
- Hololena sula
- Hololena tentativa
- Hololena tulareana
- Hololena turba